# Chiesa di San Michele Arcangelo (Milano)
La chiesa prepositurale di San Michele Arcangelo è la parrocchiale di Precotto, quartiere di Milano, in città metropolitana e arcidiocesi di Milano; fa parte del decanato di Turro.

## Storia
Già nel VII secolo sorgeva in loco una cappelletta, realizzata presumibilmente dai Longobardi, presso i quali era particolarmente venerato san Michele Arcangelo.
Precotto fu eretta a parrocchia autonoma nel 1596, come stabilito da un decreto dell'arcivescovo Federico Borromeo e confermato da un rogito di Bartolomeo Ormezano, notaio della curia arcivescovile di Milano.
La chiesetta di San Michele, che già versava in cattive condizioni, fu però ritenuta non idonea a soddisfare le esigenze dei fedeli, cosicché tra il 1604 e il 1605 venne interssata da un rifacimento.
Dalla relazione della visita pastorale del 1756 dell'arcivescovo Giuseppe Pozzobonelli si apprende che a servizio della cura d'anime erano preposti il parroco e un cappellano, che i fedeli ammontavano a circa 300 e che la parrocchiale, in cui aveva sede la confraternita del Santissimo Sacramento, aveva come filiale l'oratorio di Santa Maria Maddalena.
Tuttavia, verso la metà del XIX secolo la chiesa si rivelò nuovamente insufficiente a ospitare i fedeli, i quali inviarono nel 1857 una petizione per riedificarla all'imperatore Francesco Giuseppe d'Asburgo-Lorena; nel 1863 venne redatto il progetto dall'architetto Emanuele Odazio e l'11 giugno 1865 si tenne la posa della prima pietra. Dopo poco più di un anno la parrocchiale fu ultimata, con la cerimonia di benedizione tenutasi il 14 ottobre 1866.
Nel 1898 venne condotto, per interessamento del parroco don Luigi Cislaghi, un intervento di abbellimento e di decorazione degli interni della chiesa, la quale fu consacrata tre anni dopo dall'arcivescovo Andrea Carlo Ferrari; successivamente, nel 1906 si procedette alla realizzazione della facciata in bugnato.
Nel 1966, in ossequio delle norme postconciliari, si procedette all'aggiunta della mensa rivolta verso l'assemblea e nel 1972, con la riorganizzazione territoriale dell'arcidiocesi voluta dal cardinale Giovanni Colombo, la parrocchia entrò a far parte del decanato di Turro.

## Descrizione

### Esterno
La facciata a salienti della chiesa, rivolta a occidente, è suddivisa da una cornice marcapiano modanata in due registri, entrambi scanditi da lesene; quello inferiore, più largo e d'ordine dorico, presenta i tre portali d'ingresso e due nicchie ospitanti le statue di San Michele e della Madonna, mentre quello superiore è caratterizzato da una finestra a lunetta e coronato dal timpano triangolare in cui s'apre un oculo.
Annesso alla parrocchiale è il campanile a base quadrata, la cui cella presenta una monofora per lato ed è coronata dalla cupola poggiante sul tamburo.

### Interno

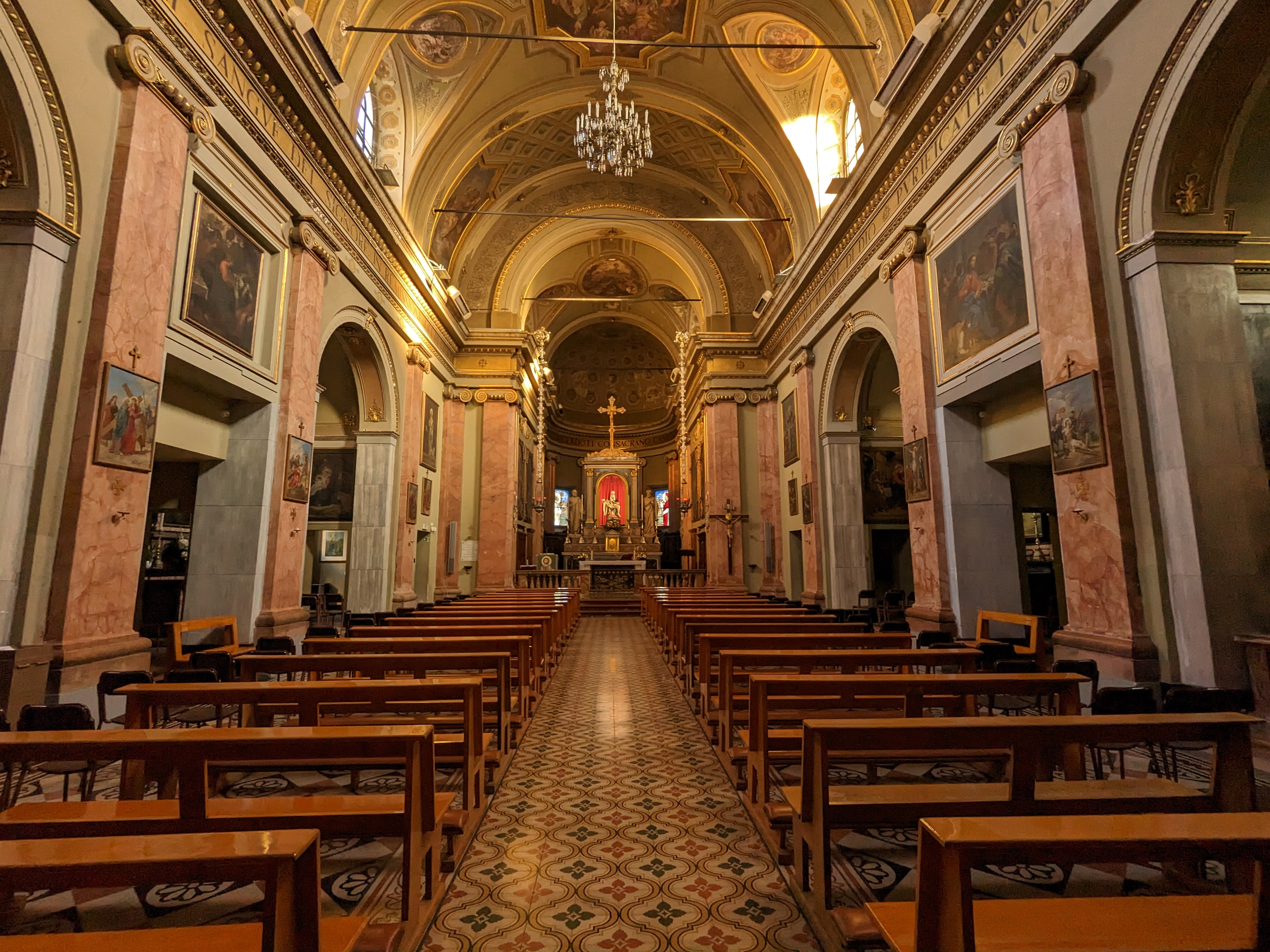
L'interno

L'interno dell'edificio si compone di un'unica navata, sulla quale si affacciano le cappelle laterali introdotte da archi a tutto sesto e le cui pareti sono scandite da lesene sorreggenti la trabeazione modanata e aggettante sopra la quale si imposta la volta a botte ribassata; al termine dell'aula si sviluppa il presbiterio, rialzato di tre gradini, delimitato da balaustre, affiancato dalla sagrestia e della cappella di San Giuseppe e chiuso dall'abside di forma semicircolare.
Qui sono conservate diverse opere di pregio, tra le quali la Via Crucis, eseguita da Luigi Morgari, gli stalli del coro, abbelliti nel 1930 con le raffigurazioni di Gesù Cristo e gli Apostoli, il bassorilievo ritraente la Deposizione del Cristo, realizzato da Francesco Barzaghi, l'organo, costruito nel 1911 da Edoardo Rossi, e i dipinti firmati nel 1898 dal lecchese Luigi Tagliaferri.